# Municipio de Leksand
Leksand (en sueco: Leksands kommun) es un municipio de la provincia de Dalarna, Suecia, en la provincia histórica de Dalecarlia. Su sede se encuentra en la localidad de Leksand. El municipio actual se creó en 1971 cuando el municipio rural de Leksand se transformó en un municipio de tipo unitario. En 1974 se incorporaron los municipios rurales de Ål y Siljansnäs.

## Localidades
Hay tres áreas urbanas (tätort) en el municipio:
| # | Tätort               | Población |
| - | -------------------- | --------- |
| 1 | Leksand              | 6337      |
| 2 | Insjön               | 2198      |
| 3 | Siljansnäs           | 1289      |
| 4 | Tällberg             | 882       |
| 5 | Häradsbygden         | 708       |
| 6 | Västanvik            | 502       |
| 7 | Djura                | 381       |
| 8 | Alvik                | 300       |
| 9 | Hjortnäs y Sunnanäng | 279       |

## Demografía

### Desarrollo poblacional
| Gráfica de evolución demográfica de Leksand entre 1970 y 2018 |
|                                                               |
| Fuente: SCB                                                   |

## Ciudades hermanas
Leksand esta hermanado o tiene tratado de cooperación con:
| - Aurora, Canadá - Brainerd, Minnesota - Hørsholm, Dinamarca - Karksi-Nuia, Estonia | - Lillehammer, Noruega - Oulainen, Finlandia - Tōbetsu, Japón - Soroti, Uganda |